# Victoria în lumina reflectoarelor
Victoria în lumina reflectoarelor (engleză Victorious) este un sitcom american creat de Dan Schneider pentru Nickelodeon. Serialul se învârte în jurul adolescentei Tori Vega (Victoria Justice), o adolescentă aparent normală. Ea participă la spectacolul de arte al liceului Hollywood Arte, după ce sora ei, Trina (Daniella Monet), are o infecție la limbă și nu mai poate cânta în spectacol. Datorită talentului ei, Tori este rugată să se alăture faimosului liceu de arte. În final ea acceptă cedând insistențelor lui Andre și Trina. În prima ei zi la Hollywood Arte, face cunoștință cu prietenii lui Andre Harris (Leon Thomas III): Robbie Shapiro (Matt Bennett), Rex Powers (păpușa lui Robbie), Jade West (Elizabeth Gillies), Cat Valentine (Ariana Grande) și Beck Oliver (Avan Jogia), cu care se împrietenește aproape imediat. Seria a avut premiera pe 27 martie 2010, după Kids Choice Awards din 2010, iar ultimul episod a fost difuzat pe 2 februarie 2013.
Pe 10 august 2012, Victoria Justice a anunțat ca serialul nu va mai avea încă un sezon.[1] Chiar dacă nu s-au filmat decât trei sezoane, conducerea Nickelodeon a decis ca ultimul să fie împărțit în două, astfel obținându-se și un al patrulea sezon.

## Prezentare
Serialul o are în prim plan pe Tori Vega în vârstă de 16 ani. Ea este acceptată la liceul "Hollywood Arte" după ce își înlocuiește sora mult mai puțin talentată, Trina Vega, într-un show. Cele 57 de episoade surprind viața lui Tori la "Hollywood arte", cum își găsește locul în noua sa școală, cum intră în situații limită și are parte de aventuri extraordinare. Cei care îi sunt alături și la bine și la rău sunt colegii și prietenii ei, Andre Harris, un muzician talentat care devine cel mai bun prieten al lui Tori, după ce o încurajează să se transfere de la fosta ei școală; Robbie Shapiro, un ventriloc care are mereu grijă de păpușa sa, Rex (care este văzut de toată lumea inclusiv de Robbie ca o persoană); Jade West, o fată gotică și sarcastică care cel mai adesea îi este cel mai mare dușman lui Tori; Cat Valentine (Ariana Grande), o fată drăguță, naivă și ușor nebună, Beck Oliver, băiatul cu picioarele pe pământ din grupul lor și iubitul lui Jade  și sora ei, Trina. Jade și Beck au format un cuplu până la începutul sezonului 3 în episodul "Cel mai rău cuplu", dar se împacă în episodul "Tori îi împacă pe Beck și Jade". De asemenea Tori și Beck au avut câteva momente când au fost atrași unul de celălalt (aproape s-au sărutat de două ori), dar Tori nu a vrut să-și asume riscurile să își strice mica prietenie cu Jade. Alte personaje importante ale serialului sunt: Erwin Sikowitz, profesorul de arte al liceului, Lane Alexander, consilierul liceului și Sinjin van Cleef, un coleg de clasă enervant.

## Distribuție
- Ariana Grande - Cat Valentine
- Victoria Justice - Tori Vega
- Leon Thomas III - Andre Harris
- Matt Bennet - Robie Shapiro
- Elizabeth Gillies - Jade West
- Avan Jogia - Beck Oliver
- Daniella Monet - Trina Vega

### Personaje secundare
- Eric Lange - Erwin Sikowitz
- Lane Napper - Lane Alexander
- Michael Eric Reid - Sinjin Van Cleef
- Jim Pirri - David Vega
- Jennifer Carta - Holly Vega
- Marilyn Harris - Bunica lui Andre
- Marco Aiello - Festus
- Susan Chuang - Mrs. Lee
- Darsan Solomon - Burf